# Datenreport zum Berufsbildungsbericht
Der Datenreport zum Berufsbildungsbericht enthält zahlreiche Informationen und Analysen rund um die Entwicklung der beruflichen Bildung. Er ist eine Ergänzung zum Berufsbildungsbericht des Bundesministeriums für Bildung und Forschung (BMBF) und wird jährlich Anfang April vom Bundesinstitut für Berufsbildung (BIBB) herausgegeben.
Das Bundesinstitut für Berufsbildung hat bis zum Jahr 2008 umfangreiche wissenschaftliche Analysen und Statistiken für Teil II des Berufsbildungsberichts zugeliefert. Aufgrund einer Empfehlung des BIBB-Hauptausschusses im Dezember 2007. hat das BMBF im April 2008 beschlossen, dem Berufsbildungsbericht eine neue Form zu geben.
Im Fokus des neustrukturierten Berufsbildungsberichts stehen ab dem Jahr 2009 die wichtigsten Daten und Trends sowie deren politische Bewertung. Der Berufsbildungsbericht wird wie bisher vom BMBF erarbeitet und von der Bundesregierung beschlossen. Der vom BIBB herausgegebene Datenreport zum Berufsbildungsbericht stellt die zentrale Informationsgrundlage für den Berufsbildungsbericht dar. Er liefert detaillierte Daten und Indikatoren, fachspezifische Analysen und umfangreiche Informationen zur Entwicklung der beruflichen Bildung in Deutschland.